# Espace (cosmologie)

Les frontières entre la surface de la Terre et l'espace.

Ne doit pas être confondu avec Univers.
Pour les articles homonymes, voir espace.
L'espace comprend les zones de l'Univers situées au-delà des atmosphères et des corps célestes. Il s'agit de l'étendue de densité quasi nulle qui sépare les astres. On parle aussi de vide spatial. Selon les endroits de l'espace concernés, on le qualifie parfois d'espace cislunaire, interplanétaire, interstellaire (ou intersidéral) ou intergalactique pour désigner plus précisément le vide spatial qui est délimité respectivement par le système Terre-Lune, les planètes, les étoiles et les galaxies.
L'espace peut aussi se définir en opposition à l'atmosphère terrestre.

## Frontières terrestres
Du fait de l'absence de limite nette de l'atmosphère terrestre, on peut définir de différentes façons la limite entre l'atmosphère et l'espace. Ainsi, la Fédération aéronautique internationale a établi la ligne de Kármán à une altitude de 100 km comme définition effective de cette frontière, alors que dans le milieu astronautique, une personne qui se déplace au-delà d'une altitude de 80 km est désignée astronaute, cosmonaute, etc. suivant sa nationalité (dans ce cas, la thermosphère est considérée comme la limite de l'atmosphère). L'altitude de 120 km marque la frontière où les effets atmosphériques lors d'un retour d'orbite deviennent non négligeables.
La densité de l'atmosphère et sa composition en fonction de l'altitude évoluent de manière progressive.
- Niveau de la mer - Pression atmosphérique moyenne proche de un bar (conventionnellement 1013 hPa pour le modèle d'atmosphère standard ISO).
- 4,6 km (15 000 pieds) - La FAA décrit comme nécessaire l'apport supplémentaire en oxygène pour les pilotes et passagers d'aéronefs.
- 5,3 km (17 400 pieds) - La moitié de la masse de l'atmosphère terrestre se situe sous cette altitude.
- 5,5 km (18 000 pieds) - 0,5 bar, la moitié de la pression atmosphérique.
- 8,8 km (29 035 pieds) - Sommet de l'Everest, point culminant sur Terre.
- 9 km (29 500 pieds) - Altitude la moins élevée atteinte usuellement dans les zones polaires par la tropopause.
- 16 km (52 500 pieds) - Une combinaison stratosphérique est nécessaire, en l'absence d'un habitacle pressurisé (ou s'il a une défaillance).
- 18 km (59 000 pieds) - Altitude la plus élevée atteinte usuellement dans la zone intertropicale par la tropopause, frontière entre la troposphère et la stratosphère.
- 20 km (65 600 pieds) - À la pression de cette altitude, l'eau bout à température ambiante (ce qui n'est pas le cas des fluides corporels humains soumis à une pression différente dans le corps).
- 32 km (105 000 pieds) - Aucun turboréacteur ne peut fonctionner, par manque de pression d'air.
- 34,7 km (114 000 pieds) - Record d'altitude pour un vol habité en ballon.
- 39 km (128 100 pieds) - Record d'altitude pour un vol habité en capsule.
- 41 km (135 000 pieds) - Record du saut en chute libre par Alan Eustace[3].
- 45 km (148 000 pieds) - Aucun statoréacteur ne peut fonctionner, par manque d'oxygène.
- 50 km (164 000 pieds) - Frontière entre la stratosphère et la mésosphère.
- 53 km (174 000 pieds) - Record d'altitude pour un vol inhabité en ballon.
- 80 km (262 000 pieds) - Frontière entre la mésosphère et la thermosphère, c'est donc ici que débute l'ionosphère.
- 100 km (328 084 pieds) - Ligne de Kármán, qui définit la limite de l'espace selon la Fédération aéronautique internationale. Les surfaces aérodynamiques ne fonctionnent plus par l'absence de pression atmosphérique[4].
- 120 km (400 000 pieds) - Premiers effets notables de l'atmosphère lors de retours de vols en orbite.
- 200 km - Orbite la plus basse permettant une stabilité à court terme (quelques jours).
- 350 km - Orbite la plus basse permettant une stabilité à long terme (quelques années).
- 690 km - Frontière entre la thermosphère et l'exosphère.